# Струма (1889)
Вижте пояснителната страница за други значения на Струма.
„Струма“ е български вестник, излизал от 16 юни до 28 октомври 1889 година в София.

## История
Редактиран е от Иван Кършовски и Иван Атанасов Клисурски. От вестника излизат 20 броя. Разглежда въпроса за моравските българи и полемизира със сръбския печат. Продължава под името „Вардар“.